# ایکورو فوجیوارا
ایکورو فوجیوارا (انگلیسی: Ikurō Fujiwara؛ زادهٔ ۲۸ ژوئیه ۱۹۵۸) نوازنده پیانو، keyboardist، آهنگساز، تهیه‌کننده، رسانا، تنظیم‌کننده ارکستر اهل ژاپن است.